# Tynów
Tynów – wieś na Ukrainie w rejonie drohobyckim należącym do obwodu lwowskiego.
Wieś położona na przełomie XVI i XVII wieku w powiecie drohobyckim ziemi przemyskiej województwa ruskiego, w drugiej połowie XVII wieku należała do starostwa drohobyckiego.